# Brook Benton
Brook Benton (egentlig Benjamin Franklin Peay, 19. september 1931 i Camden, South Carolina – 9. april 1988 i Queens, New York City) var en amerikansk singer-songwriter, der havde sine rødder i soultraditionen og var populær i slutningen af 1950'erne og begyndelsen af 1960'erne.
Benton begyndte i gruppen The Camden Jubilee Singers i hjembyen, men flyttede i 1948 til New York. Hans gennembrudshit It's Just A Matter Of Time ramte tredjepladsen på Billboard-listen i september 1959. Derefter fulgte over 50 hitlisteplaceringer, bl.a. Baby (You've Got What It Takes) med Dinah Washington i 1960, The Boll Weevil Song fra 1961, Hotel Happiness fra 1962 og Rainy Night In Georgia fra 1970. Mange af hans hits var han selv medforfatter til.

## Diskografi

### Album
| 1959                                                                            | It's Just a Matter of Time                                      | —   | — |
| 1959                                                                            | Endlessly                                                       | —   | — |
| 1960                                                                            | I Love You in So Many Ways                                      | —   | — |
| 1960                                                                            | The Two of Us (with Dinah Washington)                           | —   | — |
| 1960                                                                            | Songs I Love to Sing (Verve)                                    | —   | — |
| 1961                                                                            | Golden Hits                                                     | 82  | — |
| 1961                                                                            | The Boll Weevil Song and 11 Other Great Hits                    | 70  | — |
| 1962                                                                            | If You Believe                                                  | 77  | — |
| 1962                                                                            | Singing the Blues – Lie to Me                                   | 40  | — |
| 1963                                                                            | Golden Hits, Volume 2                                           | 82  | — |
| 1963                                                                            | Best Ballads of Broadway                                        | —   | — |
| 1964                                                                            | Born to Sing the Blues                                          | —   | — |
| 1964                                                                            | Laura (What's He Got That I Ain't Got)                          | 156 | — |
| 1969                                                                            | Do Your Own Thing                                               | 189 | — |
| 1970                                                                            | Brook Benton Today                                              | 27  | 4 |
| 1970                                                                            | Homestyle                                                       | 199 | — |
| 1971                                                                            | The Gospel Truth                                                | —   | — |
| 1972                                                                            | Story Teller                                                    | —   | — |
| 1973                                                                            | Something for Everyone                                          | —   | — |
| 1976                                                                            | This is Brook Benton (released in the UK as "Mister Bartender") | —   | — |
| 1977                                                                            | Makin' Love Is Good for You                                     | —   | — |
| 1977                                                                            | The Incomparable Brook Benton – 20 Greatest Hits (Warwick)      | —   | — |
| 1979                                                                            | Ain't No Good                                                   | —   | — |
| 1979                                                                            | So Close                                                        | —   | — |
| 1981                                                                            | Brook Benton Sings the Standards                                | —   | — |
| 1983                                                                            | 20 Golden Pieces of Brook Benton                                | —   | — |
| 1983                                                                            | Beautiful memories of Christmas                                 | —   | — |
| 1984                                                                            | Soft                                                            | —   | — |
| 1989                                                                            | Forty Greatest Hits (compilation)                               | —   | — |
| 2002                                                                            | Rainy Night in Georgia (compilation, remastered)                | —   | — |
| 2021                                                                            | Just A Matter of Time (compilation)                             | —   | — |
| "—" denotes releases that did not chart or were not released in that territory. |                                                                 |     |   |

### Singler
| 1955                                                                            | "The Kentuckian Song" b/w "Ooh" (Non-album track)                                                                                               | –   | –   | –  | –  | –  | Brook Benton at His Best!!!           |
| 1955                                                                            | "Some of My Best Friends" b/w "Bring Me Love"                                                                                                   | –   | –   | –  | –  | –  | Brook Benton at His Best!!!           |
| 1956                                                                            | "Love Made Me Your Fool" b/w "Give Me a Sign"                                                                                                   | –   | –   | –  | –  | –  | Brook Benton at His Best!!!           |
| 1957                                                                            | "The Wall" b/w "All My Love Belongs to You" (from The Soul of Brook Benton)                                                                     | –   | –   | –  | –  | –  | Brook Benton at His Best!!!           |
| 1957                                                                            | "Come On, Be Nice" b/w "I Wanna Do Everything for You" (from Brook Benton)                                                                      | –   | –   | –  | –  | –  | Non-album track                       |
| 1958                                                                            | "A Million Miles from Nowhere" b/w "Devoted" | 82  | –   | –  | –  | –  | Brook Benton                          |
| 1959                                                                            | "It's Just a Matter of Time" | 3   | 2   | 1  | –  | –  | It's Just a Matter of Time            |
| 1959                                                                            | "Hurtin' Inside" | 78  | –   | 23 | –  | –  | Golden Hits                           |
| 1959                                                                            | "Endlessly" | 12  | 11  | 3  | –  | 28 | Endlessly                             |
| 1959                                                                            | "So Close" | 38  | 60  | 5  | –  | –  | I Love You In So Many Ways            |
| 1959                                                                            | "Thank You Pretty Baby" | 16  | 10  | 1  | –  | –  | Golden Hits                           |
| 1959                                                                            | "With All of My Heart" | 82  | 66  | –  | –  | –  | Golden Hits                           |
| 1959                                                                            | "So Many Ways" | 6   | 3   | 1  | –  | –  | I Love You In So Many Ways            |
| 1959                                                                            | "I Want You Forever" | –   | 103 | –  | –  | –  | Non-album track                       |
| 1959                                                                            | "This Time of the Year" b/w "Nothing In The World (Could Make Me Love You More Than I Do)" (first pressings) "How Many Times" (later pressings) | 66  | 65  | 12 | –  | –  | Non-album tracks                      |
| 1960                                                                            | "Baby (You've Got What It Takes)" b/w "I Do" (Both sides with Dinah Washington)                                                                 | 5   | 2   | 1  | –  | –  | The Two of Us                         |
| 1960                                                                            | "The Ties That Bind" | 37  | 23  | 15 | –  | –  | Golden Hits                           |
| 1960                                                                            | "Hither and Thither and Yon" | 58  | 49  | –  | –  | –  | Golden Hits                           |
| 1960                                                                            | "A Rockin' Good Way (To Mess Around and Fall In Love)" b/w "I Believe" (Both sides with Dinah Washington)                                       | 7   | 5   | 1  | –  | –  | The Two of Us                         |
| 1960                                                                            | "Kiddio" | 7   | 3   | 1  | –  | 41 | Golden Hits                           |
| 1960                                                                            | "The Same One" | 16  | 16  | 21 | –  | –  | Golden Hits                           |
| 1960                                                                            | "Fools Rush In (Where Angels Fear to Tread)" | 24  | 15  | 5  | –  | 50 | Songs I Love to Sing                  |
| 1960                                                                            | "Someday You'll Want Me to Want You" | 93  | –   | –  | –  | –  | Non-album track                       |
| 1960                                                                            | "This Time of the Year" b/w "Merry Christmas, Happy New Year"                                                                                   | –   | –   | –  | –  | –  | Non-album tracks                      |
| 1961                                                                            | "Think Twice" | 11  | 6   | –  | –  | –  | Golden Hits Volume 2                  |
| 1961                                                                            | "For My Baby" | 28  | 24  | 2  | –  | –  | Non-album track                       |
| 1961                                                                            | "The Boll Weevil Song" | 2   | 2   | 2  | 1  | 30 | The Boll Weevil Song                  |
| 1961                                                                            | "Your Eyes" | –   | 115 | –  | –  | –  | Non-album track                       |
| 1961                                                                            | "Frankie and Johnny" | 20  | 16  | 14 | 6  | –  | The Boll Weevil Song                  |
| 1961                                                                            | "It's Just a House Without You" | 45  | 71  | –  | 8  | –  | Golden Hits Volume 2                  |
| 1961                                                                            | "Revenge" b/w "Really, Really" (Non-album track)                                                                                                | 15  | 16  | 12 | –  | –  | Golden Hits Volume 2                  |
| 1962                                                                            | "Shadrack" | 19  | 29  | –  | –  | –  | If You Believe                        |
| 1962                                                                            | "The Lost Penny" | 77  | 94  | –  | –  | –  | If You Believe                        |
| 1962                                                                            | "Walk on the Wild Side" b/w "Somewhere in the Used to Be" (Non-album track)                                                                     | 43  | 42  | –  | –  | –  | Golden Hits Volume 2                  |
| 1962                                                                            | "Hit Record" | 45  | 36  | 19 | –  | –  | Golden Hits Volume 2                  |
| 1962                                                                            | "Thanks to the Fool" | 106 | 86  | –  | –  | –  | Non-album track                       |
| 1962                                                                            | "Lie to Me" | 13  | 10  | 3  | –  | –  | Singing the Blues                     |
| 1962                                                                            | "With the Touch of Your Hand" | 120 | 126 | –  | –  | –  | Non-album track                       |
| 1962                                                                            | "Still Waters Run Deep" | 89  | 81  | –  | –  | –  | Golden Hits Volume 2                  |
| 1963                                                                            | "Hotel Happiness" | 3   | 6   | 2  | –  | –  | Golden Hits Volume 2                  |
| 1963                                                                            | "I Got What I Wanted" | 28  | 22  | 4  | 14 | –  | Singing the Blues                     |
| 1963                                                                            | "Dearer Than Life" | 59  | 72  | –  | –  | –  | Non-album track                       |
| 1963                                                                            | "My True Confession" | 22  | 29  | 7  | 8  | –  | Singing The Blues                     |
| 1963                                                                            | "Tender Years" | –   | 87  | –  | –  | –  | Singing The Blues                     |
| 1963                                                                            | "Two Tickets to Paradise" b/w "Don't Hate Me"                                                                                                   | 32  | 30  | 15 | 8  | –  | Non-album tracks                      |
| 1963                                                                            | "Baby, You've Got It Made" (w/ Damita Jo) | 111 | 133 | –  | –  | –  | Non-album tracks                      |
| 1963                                                                            | "Stop Foolin'" (w/ Damita Jo) | 108 | 87  | –  | –  | –  | Non-album tracks                      |
| 1963                                                                            | "You're All I Want for Christmas" b/w "This Time of the Year"                                                                                   | –   | 59  | –  | –  | –  | Non-album tracks                      |
| 1964                                                                            | "Going Going Gone" b/w "After Midnight"(from Born to Sing the Blues)                                                                            | 35  | 30  | 5  | 11 | –  | On the Countryside                    |
| 1964                                                                            | "Another Cup of Coffee" | 47  | 40  | 4  | 13 | –  | Non-album track                       |
| 1964                                                                            | "Too Late to Turn Back Now" | 43  | 38  | 8  | 14 | –  | This Bitter Earth                     |
| 1964                                                                            | "A House Is Not a Home" b/w "Come On Back" | 75  | 50  | 6  | 13 | –  | Non-album tracks                      |
| 1964                                                                            | "Lumberjack" b/w "Don't Do What I Did (Do What I Say)"                                                                                          | 53  | 47  | 11 | 15 | –  | This Bitter Earth                     |
| 1964                                                                            | "Do It Right" | 67  | 58  | 33 | –  | –  | This Bitter Earth                     |
| 1964                                                                            | "Please, Please Make It Easy" | 119 | –   | –  | –  | –  | This Bitter Earth                     |
| 1965                                                                            | "The Special Years" b/w "Where There's a Will (There's a Way")                                                                                  | 129 | 109 | –  | –  | –  | Non-album tracks                      |
| 1965                                                                            | "Love Me Now" b/w "A Sleepin' at the Foot of the Bed"                                                                                           | 100 | 97  | –  | 37 | –  | Non-album tracks                      |
| 1965                                                                            | "Mother Nature, Father Time" b/w "Where There's Life (There's Still Hope)"                                                                      | 53  | 43  | 26 | 9  | –  | Mother Nature, Father Time            |
| 1966                                                                            | "Only a Girl Like You" b/w "While There's Life (There's Still Hope)"                                                                            | 122 | 102 | –  | –  | –  | Non-album tracks                      |
| 1966                                                                            | "Too Much Good Lovin'" b/w "A Sailor Boy's Love Song"                                                                                           | 126 | –   | –  | –  | –  | Non-album tracks                      |
| 1966                                                                            | "Break Her Heart" b/w "In the Evening by Moonlight"                                                                                             | –   | –   | –  | 37 | –  | Non-album tracks                      |
| 1966                                                                            | "If Only You Knew" b/w "So True in Life, So True in Love"                                                                                       | –   | –   | –  | –  | –  | Non-album tracks                      |
| 1966                                                                            | "Our First Christmas Together" b/w "Silent Night"                                                                                               | –   | –   | –  | –  | –  | Non-album tracks                      |
| 1967                                                                            | "All My Love Belongs to You" b/w "Wake Up" | –   | –   | –  | –  | –  | Non-album tracks                      |
| 1967                                                                            | "Keep the Faith, Baby" b/w "Going to Soulsville"                                                                                                | –   | –   | –  | –  | –  | Non-album tracks                      |
| 1967                                                                            | "Laura (What's He Got That I Ain't Got)" b/w "You're the Reason I'm Living"                                                                     | 78  | 88  | –  | 37 | –  | Laura, What's He Got That I Ain't Got |
| 1968                                                                            | "Weakness in a Man" b/w "The Glory of Love" (from Laura, What's He Got That I Ain't Got)                                                        | –   | –   | –  | 36 | –  | Non-album tracks                      |
| 1968                                                                            | "Lonely Street" b/w "Instead (of Loving You)"                                                                                                   | –   | –   | –  | –  | –  | Non-album tracks                      |
| 1968                                                                            | "Do Your Own Thing" b/w "I Just Don't Know What to Do with Myself"                                                                              | 99  | 128 | –  | 26 | –  | Non-album tracks                      |
| 1969                                                                            | "Touch 'Em with Love" b/w "She Knows What to Do for Me"                                                                                         | –   | –   | –  | –  | –  | Non-album tracks                      |
| 1969                                                                            | "Nothing Can Take the Place of You" b/w "Woman Without Love"                                                                                    | 74  | 67  | 11 | –  | –  | Non-album tracks                      |
| 1970                                                                            | "Rainy Night in Georgia" b/w "Where Do I Go from Here"                                                                                          | 4   | 2   | 1  | 2  | –  | Brook Benton Today                    |
| 1970                                                                            | "My Way" b/w "A Little Bit of Soap" | 72  | 48  | 25 | 35 | –  | Brook Benton Today                    |
| 1970                                                                            | "Don't It Make You Want to Go Home" b/w "I've Gotta Be Me" (from Brook Benton Today)                                                            | 45  | 48  | 31 | 4  | –  | Home Style                            |
| 1971                                                                            | "Shoes" b/w "Let Me Fix It" (from Home Style)                                                                                                   | 67  | 52  | 18 | 18 | –  | Story Teller                          |
| 1971                                                                            | "Heaven Help Us All" b/w "Whoever Finds This (I Love You)" (from Home Style)                                                                    | –   | 120 | –  | –  | –  | The Gospel Truth                      |
| 1971                                                                            | "Take a Look at Your Hands" b/w "If You Think God Is Dead"                                                                                      | –   | –   | –  | –  | –  | The Gospel Truth                      |
| 1971                                                                            | "Please Send Me Someone to Love" b/w "She Even Woke Me Up to Say Goodbye"                                                                       | –   | –   | –  | –  | –  | Story Teller                          |
| 1971                                                                            | "A Black Child Can't Smile" b/w "If You Think God Is Dead" (from The Gospel Truth)                                                              | –   | –   | –  | –  | –  | Non-album tracks                      |
| 1971                                                                            | "Soul Santa" b/w "Let Us All Get Together with the Lord" (from The Gospel Truth)                                                                | –   | –   | –  | –  | –  | Non-album tracks                      |
| 1972                                                                            | "Movin' Day" b/w "Poor Make Believer" | –   | –   | –  | –  | –  | Story Teller                          |
| 1972                                                                            | "If You Got the Time" b/w "You Take Me Home Honey"                                                                                              | 104 | –   | –  | –  | –  | Something for Everyone                |
| 1973                                                                            | "Lay Lady Lay" b/w "A Touch of Class" | –   | 107 | –  | –  | –  | Non-album tracks                      |
| 1974                                                                            | "South Carolina" b/w "All That Love Went to Waste"                                                                                              | –   | –   | –  | –  | –  | Non-album tracks                      |
| 1976                                                                            | "Can't Take My Eyes Off You" b/w "Weekend with Feathers"                                                                                        | –   | –   | –  | –  | –  | This Is Brook Benton                  |
| 1978                                                                            | "Making Love Is Good for You" b/w "Better Times"                                                                                                | –   | –   | 49 | –  | –  | Makin' Love Is Good for You           |
| 1978                                                                            | "Soft" b/w "Glow Love" | –   | –   | –  | –  | –  | Soft                                  |
| "–" denotes releases that did not chart or were not released in that territory. | |     |     |    |    |    |                                       |